# Игали
Игали — село в Гумбетовском районе Дагестана. Административный центр сельского поселения «Сельсовет „Игалинский“».

## Географическое положение
Расположено в 12 км к юго-востоку от районного центра села Мехельта, на правом берегу реки Андийское Койсу.

## История
Село входило в состав общества Койсубу (по-аварски Хиндалал) .

## Население
| 1888  | 1895  | 1926 | 1939 | 1970  | 1989  | 2002  |
| ----- | ----- | ---- | ---- | ----- | ----- | ----- |
| 1056  | ↗1135 | ↘524 | ↗819 | ↗1423 | ↗1498 | ↗1863 |
| 2010  | 2021  |      |      |       |       |       |
| ↗2559 | ↘2499 |      |      |       |       |       |

Моноэтническое аварское село.